# FOLDOC
FOLDOC (英: Free On-line Dictionary of Computing、フリー・オンライン・ディクショナリー・オブ・コンピューティング) は、コンピューティング分野のオンライン 辞典である。コンピューティング分野に特化した百科事典的な性格を持ち、検索機能を持つ。
1985年にデニス・ハウが創設し、インペリアル・カレッジ・ロンドンがウェブサーバを提供している。
ハウは当初から編集主幹を務め、ウェブサイトへの訪問者が追加や修正の提案を記事として投稿できるようにしている。
この辞典は、他のフリーな資料（例えばジャーゴンファイル）の記述を取り入れており、また、それ以外にも様々なコンピューティング関連の話題を収集している。
コピーレフトライセンスの一種であるGFDLのもとで利用できるので、他のフリーコンテントプロジェクト（例えばウィキペディア）がこの辞典の全体または一部を取り入れている。